# قدرة مضادات الأكسدة المكافئة لأكسدة ترلوإكس
قدرة Trolox المكافئة المضادة للأكسدة ( TEAC ) هي قياس قدرة مضادات الأكسدة لمادة معينة ، بالمقارنة مع المركب  المعياري  ترولوكس الأكثر شيوعًا، ويتم قياس قدرة مضادات الأكسدة باستخدام فحص إزالة اللون () من مركب ABTS .  تشمل فحوصات قدرة مضادات الأكسدة الأخرى التي تستخدم ترولوكس كمعيار ثنائي فينيل بيريل هيدرازيل (2,2-diphenyl-1-picrylhydrazyl) ( DPPH ) وقدرة الامتصاص الجذري للأكسجين ( ORAC ) وقدرة الحديديك للحد من فحوصات البلازما ( FRAP ).  غالبًا ما يستخدم اختبار TEAC لقياس قدرة مضادات الأكسدة للأطعمة والمشروبات والمكملات الغذائية.